# Satz von Hanner
Der Satz von Hanner ist ein mathematischer Lehrsatz aus dem Teilgebiet der  Topologie, welcher auf den schwedischen Mathematiker Olof Hanner zurückgeht. Der Satz behandelt eine wichtige Eigenschaft absoluter Umgebungsretrakte.

## Formulierung des Satzes
Der Satz lässt sich formulieren wie folgt:
Wird ein topologischer Raum {\displaystyle X} von endlich vielen offenen Teilräumen überdeckt, welche allesamt absolute Umgebungsretrakte sind, so ist {\displaystyle X} seinerseits ein absoluter Umgebungsretrakt.

## Korollar
Der Satz von Hanner zieht infolge der Tatsache, dass der  {\displaystyle \mathbb {R} ^{n}\;(n\in \mathbb {N} )} und damit auch alle seine offenen Teilmengen absolute Umgebungsretrakte sind, unmittelbar den folgenden Lehrsatz nach sich:
Jede kompakte topologische Mannigfaltigkeit ist ein absoluter Umgebungsretrakt.